# Arachosia bonneti
Arachosia bonneti är en spindelart som först beskrevs av Cândido Firmino de Mello-Leitão 1947.  
Arachosia bonneti ingår i släktet Arachosia och familjen spökspindlar. Inga underarter finns listade i Catalogue of Life.